# Beringstrædet
Beringstrædet eller Beringsstrædet er et stræde, der skiller Rusland fra Alaska. Beringstrædet har navn efter den danske polarforsker Vitus Bering, der krydsede strædet i 1728. Han ville finde ud af, om Sibirien i Asien og Alaska i Nordamerika var landfaste.
Beringstrædet er 83 km bredt på det smalleste sted og omkring 30–50 meter dybt.